# اللجنة الخيرية لدعم الفلسطينيين

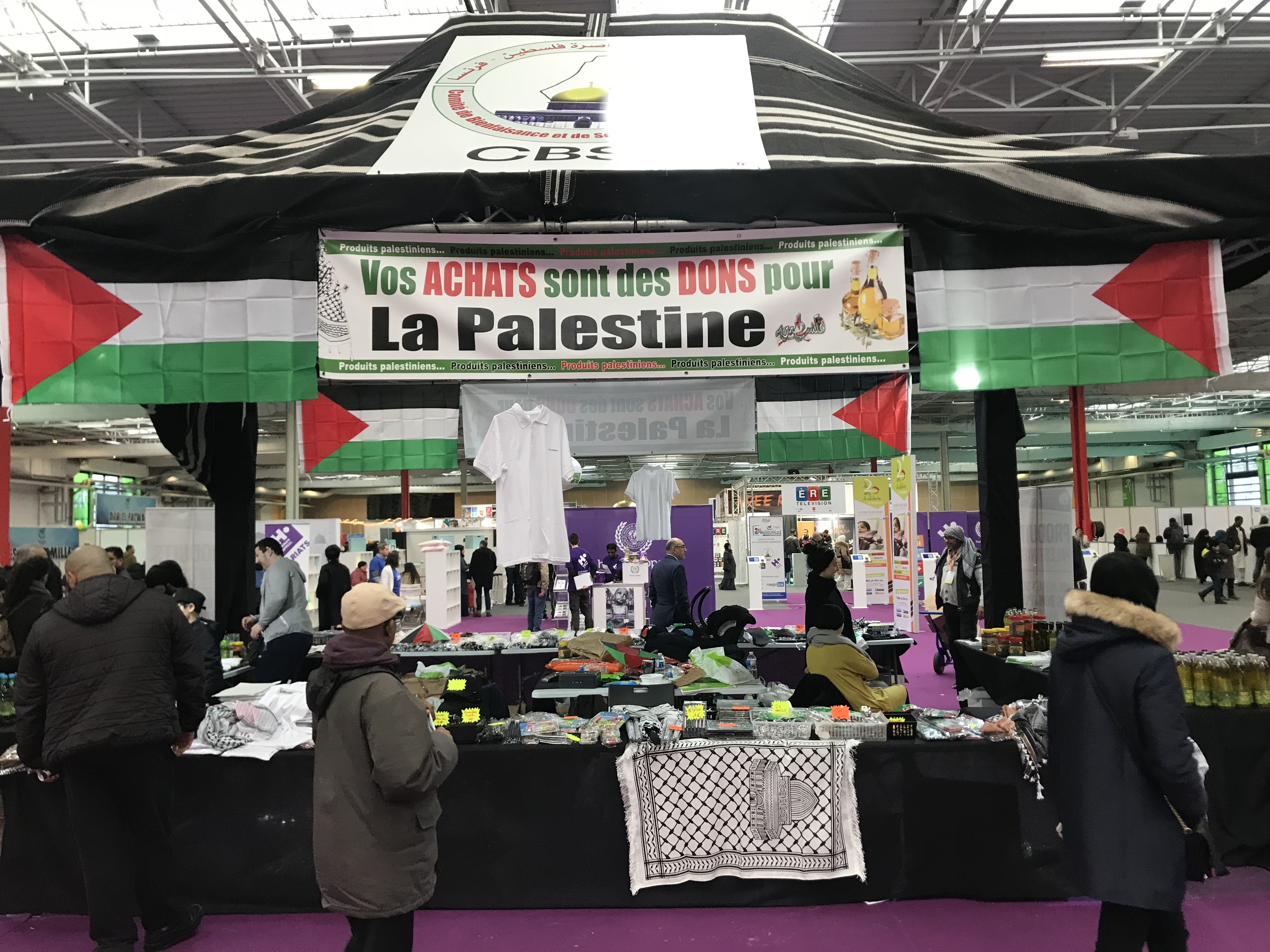
اللجنة الخيرية لدعم الفلسطينيين في المعرض

اللجنة الخيرية لدعم الفلسطينيين (CBSP) أو لجنة الإحسان والدعم للفلسطينيين (CBSP) هي منظمة خيرية مسجلة مقرها فرنسا تأسست عام 1990 لتقديم المساعدة للفلسطينيين المعرضين للخطر. رئيسها الحالي هو محمود زهير.
وتنص اتفاقية الشراكة بين القطاعين العام والخاص على أن مهمتها الإنسانية هي تقديم المساعدة الطارئة وتطوير برامج اقتصادية واجتماعية مستدامة بالشراكة مع المنظمات المحلية من أجل مساعدة الفئات الأكثر احتياجًا من السكان الفلسطينيين في غزة والضفة الغربية ومخيمات اللاجئين الفلسطينيين في الأردن ولبنان .
في عام 2010، كان لدى المنظمة حوالي 30 موظفًا و350 متطوعًا وتلقت تبرعات من 70 ألف متبرع.

## مجال العمل والأنشطة الأخرى
وتقول هيئة حماية البيئة في بنسلفانيا إن برنامج عملها يتكون من أربعة مجالات تركيزية:
- الأيتام والمعاقين الفلسطينيين؛ تقديم الدعم الذي يشمل المنح الدراسية والملابس الشتوية.
- العائلات المحتاجة؛ تقديم الدعم بما في ذلك المساعدات الغذائية والمساعدات الطبية الطارئة.
- الرعاية الصحية؛ تقديم الدعم الذي يشمل تجديد وبناء المستشفيات، وتوفير الأدوية والإمدادات الطبية، ودعم الرواتب للعاملين في مجال الرعاية الصحية.
- التنمية المستدامة ؛ يتراوح العمل في هذا المجال من مساعدة الأفراد ذوي الإعاقة في العثور على عمل دائم، وبناء البنية التحتية للإسكان والمياه، ودعم المزارعين الفلسطينيين.[2]

شارك سبعة أعضاء من المجموعة في أسطول الحرية لغزة في عام 2010.

## اتهامات تمويل الإرهاب
في أغسطس 2003، أدرجت وزارة الخزانة الأمريكية اللجنة الخيرية لدعم الفلسطينيين كمنظمة تمويل إرهابية ، أيضًا تحت الزعم بأن المنظمة جمعت الأموال لصالح حماس . في نوفمبر/تشرين الثاني 2003، أعلنت أستراليا أنها جمدت أصول ستة من قادة حماس، إلى جانب أصول عدد من المؤسسات الخيرية ـ إحداها مؤسسة جنوب أستراليا الخيرية. وقد نفى المتحدث باسم المجلس يوسف بن دربال هذه الاتهامات، قائلاً: "الجميع، وخاصة السلطات الفرنسية، يعلمون أن جهودنا وتبرعاتنا موجهة حصرياً إلى الجمعيات الخيرية بهدف محدد وهو دعم الأيتام وإقامة مشاريع تنموية لصالحهم".

### الإجراءات القانونية
شاركت اللجنة الخيرية لدعم الفلسطينيين في إجراءات قانونية ضد مجموعات تتهمها بتمويل الإرهاب. في عام 2006، رفعت مجموعة من الأميركيين دعوى قضائية ضد بنك كريدي ليونيه، حيث زعموا أن البنك سمح عن علم بتحويل الأموال إلى حماس عبر حساباته. في عام 2007، اتهم مركز سيمون فيزنتال المؤيد لإسرائيل مركز اللجنة الخيرية لدعم الفلسطينيين بتمويل عائلات المفجرين الانتحاريين، ورد المركز بدعوى تشهير . في عام 2010، اتُهمت منظمة CRIF اليهودية الفرنسية مرة أخرى بتمويل الإرهاب، وردت المجموعة مرة أخرى بدعوى تشهير.

#### شتراوس ضد كريدي ليونيه
في عام 2006، رفع ثلاثة عشر أميركياً بقيادة موسى شتراوس، الذين أصيبوا بجروح نتيجة لهجمات إرهابية في إسرائيل، دعوى قضائية في محكمة مقاطعة بروكلين ضد بنك كريدي ليونيه الفرنسي بموجب قانون مكافحة الإرهاب لعام 1992.
وزعموا أن البنك سمح عن علم بتحويل الأموال إلى حماس من خلال فشله في إغلاق الحسابات المصرفية الخاصة ببنك اللجنة الخيرية لدعم الفلسطينيين بسرعة. وزعم بنك كريدي ليونيه أنه أغلق الحسابات في سبتمبر/أيلول 2003، بعد ثلاث سنوات من ملاحظته لأول مرة "نشاطاً غير عادي" في الحساب المعني.
تزعم الدعوى أن "الخدمات المالية التي قدمها المدعى عليه عن علم لحماس من خلال جمع ونقل الأموال نيابة عن حماس (مع العلم أن اللجنة الخيرية لدعم الفلسطينيين يجمع الأموال لحماس) تساعد حماس في تجنيد ومكافأة وتوفير الحوافز للمفجرين الانتحاريين وغيرهم من الإرهابيين".
ولم يتم تسوية القضية بعد، وهي قيد المعالجة حاليًا في محكمة الاستئناف الأمريكية للدائرة الثانية .

#### قضية فيزنتال
واتهم رئيس العلاقات الدولية في مركز سيمون فيزنتال ، ستانلي تريفور (شمعون) سامويلز، أيضًا مركز سيمون فيزنتال بتمويل عائلات الانتحاريين. وردًا على ذلك، رفعت جمعية "اللجنة الخيرية لدعم الفلسطينيين" دعوى تشهير في محكمة باريس، واصفة الاتهامات بأنها "سخيفة"، وذكرت أن عملها الخيري يتألف من تقديم المساعدات لنحو 3000 يتيم فلسطيني.
في 8 مارس/آذار 2007، قضت المحكمة بأن الوثائق التي قدمها مركز فيزنتال لا تثبت أي "مشاركة مباشرة أو غير مباشرة في تمويل الإرهاب" من جانب منظمة دعم فلسطين، واصفةً الادعاءات بأنها "تشهيرية للغاية". وحُكم على صموئيل بغرامة مع وقف التنفيذ قدرها 1000 يورو (1300 دولار)، وأُمر بدفع يورو واحد كتعويض رمزي لمنظمة دعم فلسطين
وقد استأنف المركز حكم المحكمة، وفاز بقضيته أمام محكمة الاستئناف في باريس في أكتوبر/تشرين الأول 2008. حكمت المحكمة بأنه لا يوجد شيء تشهيري في ادعاءات المركز ضد اللجنة الخيرية لدعم الفلسطينيين.

#### قضية منظمة مجلس ممثلي المؤسسات اليهودية في فرنسا
في عام 2010، نشر مارك نوبل، وهو باحث في منظمة مجلس ممثلي المؤسسات اليهودية في فرنسا (CRIF)، وهي منظمة يهودية فرنسية مظلة، مقالاً على موقع المنظمة على شبكة الإنترنت يزعم أن المجلس كان يجمع الأموال لصالح حماس. وردت اللجنة الخيرية لدعم الفلسطينيين برفع دعوى قضائية ضد Knobel بتهمة التشهير. في عام 2012، قضت محكمة أدنى درجة، تم استئناف حكمها، بتغريم نوبل ومدير موقع CRIF الإلكتروني 2070 دولاراً أمريكياً لكل منهما بتهمة التشهير بـ اللجنة الخيرية لدعم الفلسطينيين. وفي عام 2014، أكدت محكمة الاستئناف الحكم الذي أصدرته المحكمة الأدنى.
حكمت المحاكم بأن مقال نوبل كان تشهيريًا لأن CRIF فشلت في تقديم أدلة تدعم ادعائها بأن اللجنة الخيرية لدعم الفلسطينيين مولت حماس.

## روابط خارجية
- الموقع الرسمي (باللغة الفرنسية)
- الموقع الرسمي (الإنجليزية)